# ماريا فرناندا هيرازو
ماريا فرناندا هيرازو (بالإسبانية: María Fernanda Herazo González) مواليد 22 مارس 1997 في بارانكيا، هي لاعبة كرة مضرب كولومبية وتحتل حالياً المرتبة 1206 (21 مارس 2016) في تصنيف رابطة محترفات كرة المضرب. أعلى تصنيف لها في الفردي كان 643. أعلى تصنيف لها في الزوجي كان 652.

## النهائيات

### الفردي (1–0)
| الحصيلة | الرقم | التاريخ       | الدورة             | الأرضية | المنافس            | النتيجة  |
| ------- | ----- | ------------- | ------------------ | ------- | ------------------ | -------- |
| الفوز   | 1.    | 2 ديسمبر 2013 | بارانكيا، كولومبيا | ترابية  | أندريا كوخ بنفنوتو | 6–4, 6–2 |

## روابط خارجية
- ماريا فرناندا هيرازو على موقع رابطة محترفات التنس (الإنجليزية)
- ماريا فرناندا هيرازو على موقع الاتحاد الدولي لكرة المضرب (الإنجليزية)
- ماريا فرناندا هيرازو على موقع كأس بيلي جين كينغ (الإنجليزية)
- ماريا فرناندا هيرازو على موقع خلاصة التنس.كوم (الإنجليزية)
- ماريا فرناندا هيرازو على موقع أوليمبيديا (الإنجليزية)